# Сирія на літніх Олімпійських іграх 2016
Сирія на літніх Олімпійських іграх 2016 була представлена 7 спортсменами в 5 видах спорту. Жодної медалі олімпійці Сирії не завоювали.

## Легка атлетика
Сирійські легкоатлети кваліфікувалися у наведених нижче дисциплінах (не більш як 3 спортсмени в кожній дисципліні):
Легенда
- Примітка – для трекових дисциплін місце вказане лише для забігу, в якому взяв участь спортсмен
- Q = пройшов у наступне коло напряму
- q = пройшов у наступне коло за добором (для трекових дисциплін - найшвидші часи серед тих, хто не пройшов напряму; для технічних дисциплін - увійшов до визначеної кількості фіналістів за місцем якщо напряму пройшло менше спортсменів, ніж визначена кількість)
- NR = Національний рекорд
- N/A = Коло відсутнє у цій дисципліні
- Bye = спортсменові не потрібно змагатися у цьому колі

Чоловіки
Технічні дисципліни
| Спортсмен        | Дисципліна       | Кваліфікація       | Кваліфікація | Фінал              | Фінал |
| Спортсмен        | Дисципліна       | Результат у метрах | Місце        | Результат у метрах | Місце |
| ---------------- | ---------------- | ------------------ | ------------ | ------------------ | ----- |
| Мажд Еддін Газал | стрибки у висоту | 2.29               | 7 q          | 2.29               | =7    |

Жінки
Трекові і шосейні дисципліни
| Спортсменка       | Дисципліна        | Попередній забіг | Попередній забіг | Півфінал         | Півфінал         | Фінал            | Фінал            |
| Спортсменка       | Дисципліна        | Результат        | Місце            | Результат        | Місце            | Результат        | Місце            |
| ----------------- | ----------------- | ---------------- | ---------------- | ---------------- | ---------------- | ---------------- | ---------------- |
| Гуфран Альмохамад | 400 м з бар'єрами | 58.85            | 8                | Завершила виступ | Завершила виступ | Завершила виступ | Завершила виступ |

## Дзюдо
Сирія отримала запрошення від Тристоронньої комісії на участь у Олімпіаді одного дзюдоїста в категорії до 73 кг, і стало поверненням країни у цьому виді спорту від часів Олімпіади 2004.
| Спортсмен     | Категорія           | Раунд 1/64         | Раунд 1/32                 | Раунд 1/16         | Чвертьфінали       | Півфінали          | Втішний поєдинок   | Фінал / БМ         | Фінал / БМ      |
| Спортсмен     | Категорія           | Суперник Результат | Суперник Результат         | Суперник Результат | Суперник Результат | Суперник Результат | Суперник Результат | Суперник Результат | Місце           |
| ------------- | ------------------- | ------------------ | -------------------------- | ------------------ | ------------------ | ------------------ | ------------------ | ------------------ | --------------- |
| Мохамад Касем | до 73 кг (чоловіки) | Bye                | Ан Чангрім (KOR) L 000–110 | Завершив виступ    | Завершив виступ    | Завершив виступ    | Завершив виступ    | Завершив виступ    | Завершив виступ |

## Плавання
Сирія отримала універсальні місця від FINA на участь в Олімпійських іграх двох плавців (по одному кожної статі).
| Спортсмен       | Дисципліна                       | Попередній заплив | Попередній заплив | Півфінал         | Півфінал         | Фінал            | Фінал            |
| Спортсмен       | Дисципліна                       | Час               | Місце             | Час              | Місце            | Час              | Місце            |
| --------------- | -------------------------------- | ----------------- | ----------------- | ---------------- | ---------------- | ---------------- | ---------------- |
| Азад Аль-Баразі | 100 метрів брасом (чоловіки)     | 1:02.22           | 36                | Завершив виступ  | Завершив виступ  | Завершив виступ  | Завершив виступ  |
| Баен Джума      | 50 метрів вільним стилем (жінки) | 26.41             | =49               | Завершила виступ | Завершила виступ | Завершила виступ | Завершила виступ |

## Настільний теніс
Сирія отримала запрошення від Тристоронньої комісії на участь у Олімпіаді Хеби Алледжі в жіночому одиночному розряді, і це стало олімпійським дебютом країни у цьому виді спорту.
| Спортсмен    | Дисципліна               | Попередній раунд         | Раунд 1            | Раунд 2            | Раунд 3            | Раунд 1/16         | Чвертьфінали       | Півфінали          | Фінал / БМ         | Фінал / БМ       |
| Спортсмен    | Дисципліна               | Суперник Результат       | Суперник Результат | Суперник Результат | Суперник Результат | Суперник Результат | Суперник Результат | Суперник Результат | Суперник Результат | Місце            |
| ------------ | ------------------------ | ------------------------ | ------------------ | ------------------ | ------------------ | ------------------ | ------------------ | ------------------ | ------------------ | ---------------- |
| Хеба Алледжі | жіночий одиночний турнір | Ядіра Сільва (MEX) L 0–4 | Завершила виступ   | Завершила виступ   | Завершила виступ   | Завершила виступ   | Завершила виступ   | Завершила виступ   | Завершила виступ   | Завершила виступ |

## Важка атлетика
Сирія делегувала на Олімпіаду одного важковаговика, завдяки входженню збірної в провідну сімку на Чемпіонаті Азії 2016.
| Спортсмен | Категорія               | Ривок     | Ривок | Поштовх   | Поштовх | Загальна сума | Місце |
| Спортсмен | Категорія               | Результат | Місце | Результат | Місце   | Загальна сума | Місце |
| --------- | ----------------------- | --------- | ----- | --------- | ------- | ------------- | ----- |
| Ман Асаад | понад 105 кг (чоловіки) | 180       | =17   | 220       | =14     | 400           | 15    |